# Karl Oskar Meves
Karl Oskar Meves (* 8. Februar 1828 in Sorau; † 3. Oktober 1898 in Berlin) war ein deutscher Reichsgerichtsrat.

## Leben
Er war der Sohn des Sorauer Gerichtsdirektors Gustav Meves. Er ging in Pforta zur Schule. Er studierte in Berlin. 1850 wurde er auf den preußischen Landesherrn vereidigt und war dann als Auskultator und Referendar im Appellationsgerichtsbezirk Frankfurt/Oder tätig. Zunächst war er unbezahlt und kommissarisch Kreisrichter in Heilsberg. 1857 oder 1858 wurde Kreisrichter dort mit einem Gehalt von 1500 Mark. 1860 ernannte man ihn dort zum Staatsanwalt. Im selben Jahr wurde er nach Löbau versetzt und 1864 nach Naugard. 1869 kam er nach Anklam und 1873 nach Tilsit. 1874 wurde Appellationsgerichtsrat in Insterburg und 1879 Oberlandesgerichtsrat in Posen. Neujahr 1883 trat er in das Reichsgericht ein. 1884 kam er in den IV. Strafsenat des Reichsgerichts in dem bis zur Pensionierung verblieb. Ab 1887 leitete er Goltdammer’s Archiv für Strafrecht. 1892 gab er die Leitung der Zeitschrift aus gesundheitlichen Gründen ab. Aus diesem Grund ersuchte er um die Versetzung in den Ruhestand zum 1. Dezember 1896. 1895 bekam er den Ehrendoktor anlässlich der Einweihung des neuen Reichsgerichtsgebäudes von der Juristenfakultät der Universität Leipzig verliehen. Mit dem Ruhestand wurde ihm der Rote Adlerorden II. Klasse verliehen. In seinem Alterssitz Berlin verstarb er im Oktober 1898.

## Werke (Auswahl)
- „Das Gewerbe im Umherziehen nach der Bundes- und preußischen Landes-Gesetzgebung“, Berlin 1872
- „Das Strafverfahren nach der deutschen Strafproceßordnung vom 1. Februar 1877“, Berlin 1879, 3. Auflage 1880
- „Die Strafproceßordnung vom 1. Februar 1877“, Breslau 1882
- „Schutz der Waarenbezeichnungen nach dem Gesetz vom 12. Mai 1894“, Berlin 1894